# レンゲンフェルト
レンゲンフェルト（ドイツ語: Längenfeld）は、オーストリア共和国チロル州イムスト郡に位置する基礎自治体（ゲマインデ）。

## 地理
イムスト郡の郡庁所在地であるイムストの南東25kmに位置し、インスブルックから自動車で約50分、エッツタールのほぼ中央にある。面積195.8km²の中に21の村落があり、4,333人が暮らすエッツタール最大の基礎自治体である。
中心集落のレンゲンフェルトは、フィッシュ川（Fischbach）によって南北に分断され、同川はエッツタール川に注ぐ。
フィッシュ川とエッツタール川の合流点付近には、オートキャンプ場、温水プール、サッカー場、冬季はスケート場に転用されるテニスコートなどスポーツ施設が集積する。グリースには小規模なスキー場がある。
景観に配慮し、鉄筋コンクリートの都市的集合住宅建設禁止や電線地中化、下水道整備などがなされている。

## 観光業
観光地・ゼルデンに隣接し、宿泊拠点として発展した。宿泊施設は1855年時点では1軒にすぎなかったが、1976年に157軒、1998年に421軒に増加した。また宿泊客数も1965/1966年の16万人から、1988/1989年の46万人に増加したものの、1990年代からは漸減傾向にある。宿泊施設の経営者はすべてレンゲンフェルトの住民であり、ほぼすべてが個人経営である。自治体の主な収入源は観光産業である。夏季は登山・ハイキング、冬季はスキーを目的とした観光客が多く、春と秋の観光客は少ない。農家もアルムでの移牧を行う畜産業の傍ら、宿泊業、スキー学校経営、商店経営などの観光産業に事維持している。
1303年の建築である後期ゴシック＝バロック様式の教会がある。自治体内に温泉やプール、ホテルなどがある複合施設「アクアドーム」を有する。16世紀にはすでに温泉地として確立していたがその後湯が枯れ、1986年に1800mのボーリングで源泉を掘り当て、再生した。